# 菅原都々子
菅原 都々子（すがわら つづこ、1927年（昭和2年）8月6日（ただし戸籍上は同年8月15日） - ）は、日本の女性歌手。哀愁漂う独特のヴィブラートによる歌唱法を持ち味に「エレジー（悲歌）の女王」と呼ばれ、「NHK紅白歌合戦」の記念すべき歌唱者第1号（最初に歌った歌手）として著名である。本名は永松 都々子（ながまつ つづこ）。旧姓は菅原。

## 人物
青森県十和田市出身、神奈川県相模原市南区在住。東洋音楽学校（現・東京音楽大学）卒業。
1937年（昭和12年）にデビュー。独特の哀愁を帯びた個性的なビブラート唱法が特徴で、『江の島悲歌』（えのしまエレジー）や『月がとっても青いから』が代表曲として知られる。現在の時点で第1回、第2回NHK紅白歌合戦の出演者で最後の存命者でもある。
80歳を機に第一線を退いたが、90代に入った現在でもNPO法人「名曲慰問団」名誉顧問として老人福祉施設にボランティア活動を行っている。歌謡番組にも2018年頃まで定期的に出演していた。
父は作曲家の陸奥明。養父・師匠は作曲家の古賀政男。夫はボクシング選手で明治大学工学部教授だった永松英吉。

## 生い立ち・経歴
- 1927年（昭和2年）8月6日 - 青森県上北郡三本木町（現・十和田市）に生まれる。父は浅草オペラ歌手の河合丸目郎（まるめろう）で、後に作曲家となる陸奥明。ただ、当時の陸奥は故郷に帰って新聞記者をしていた。
- 9歳の時にオーディションのために1人で上京させられて、その際に作曲家・古賀政男に認められたことから「古賀久子」の名をもらい養女となる。
- 1937年（昭和12年） - テイチクエンタテインメントで養父・古賀が作曲した『お父さんの歌時計』でデビュー、同時に実父の陸奥も作曲家として上京。同年、『小楠公』（作曲：古賀政男）
- 1940年（昭和15年） - 養子縁組は解消。父・陸奥のもとにもどって「菅原都々子」として再デビュー。
- 1945年（昭和20年）3月 - 父の母校である東洋音楽学校を卒業。戦後は田端義夫の前座を務めながら独特のビブラートの高音で少しずつ人気を得ていく。
- 1946年（昭和21年）10月 - 『片割れ月』
- 1948年（昭和23年）10月 - 『踊りつかれて』
- 1950年（昭和25年）2月 - 『憧れの住む町』
- 1951年（昭和26年）
  - 1月3日 - 「第1回NHK紅白歌合戦」に初出場[8]。『憧れの住む町』で紅組トップバッター及び先攻トップバッターを務めた。紅白には計4回出場している（詳細は下記参照）。
  - 3月 - 『憧れは馬車に乗って』
  - 7月 - 『連絡船の唄』
  - 10月 - 『江の島悲歌（えのしまエレジー）』
    - この歌は大映により映画化され共に大ヒットとなり菅原都々子の名前は全国区となる。その後続編的な作品として『佐渡ヶ島悲歌』『博多エレジー』『海峡エレジー』などが製作され独特のビブラートが掛かったうなり節、悲壮感のある声質も相まって「エレジー（悲歌）の女王」との異名をとるようになった。

  - 12月 - 『アリラン／トラジ』
- 1952年（昭和27年）
  - 10月 - 『佐渡ヶ島悲歌（エレジー）』
- 1955年（昭和30年）
  - 4月 - 『月がとっても青いから』
    - これはエレジーものが飽きられ始めたため、父・陸奥がイメージチェンジを賭けて売り出した曲。現在の市場規模の30分の1の時代、100万枚を超える[9]大ヒットとなり、この曲で歌手としての地位を不動のものとする。

  - 7月 - 『木浦の涙』
- 元々、物静かな性格だったためノイローゼにかかったことから第一線から退いて、テレビ番組やリサイタルを厳選して歌うようになる。
- 1961年（昭和36年）6月 - 『北上夜曲』
- 1968年（昭和43年）10月 - 『なみだ月』
- 1971年（昭和46年）8月4日 - 実父・陸奥明が死去（76歳没）。
- 1973年（昭和48年）2月 - ベルリンオリンピックボクシング日本代表で、明治大学教授（当時）の永松英吉と結婚。
- 1978年（昭和53年）7月25日 - 養父・古賀政男が急性心不全のため死去（73歳没）。
- 1979年（昭和54年）11月 - シングル『風の又三郎』発売。
- 1988年（昭和63年） - 歌手生活50周年記念リサイタル開催。
- 1992年（平成4年）11月18日 - 夫・永松英吉が急性心筋梗塞のため死去（79歳没）。
- 1996年（平成8年）
  - 歌手生活60周年記念リサイタル開催。
  - 9月 - 歌手生活60周年記念シングル『あなたが好き』
- 2001年（平成13年） - 歌手生活65周年記念出版の半生記「月がとっても青いから」（恵志泰成著）発売。
  - 「第33回思い出のメロディー」（NHK）に出演。
  - 歌手生活65周年記念曲『リンゴの花が咲く頃は』リリース。
  - 歌手生活65周年記念絵手紙展を大崎ウェストギャラリーにて開く。
  - 歌手生活65周年記念リサイタルをヤクルトホールにて開催。
- 2006年（平成18年）
  - 歌手生活70周年。記念シングル『花のエレジー』『夜の波止場』を2ヶ月連続リリース。
  - 8月 - 「第38回思い出のメロディー」に出演。大ヒット曲『月がとっても青いから』を歌い、往時と変わらない美声を披露。
  - 9月 - 歌手生活70周年記念アルバム発売。
  - 11月28日 - 「NHK歌謡コンサート」（NHK総合）に生出演。
  - 12月10日 - 歌手生活70周年記念コンサートをヤクルトホールで開催。
  - 12月31日 - 「年忘れにっぽんの歌」（テレビ東京）に出演。69年に及ぶ現役歌手としての活動を終了。ボランティアとしての歌手活動に切り替える。
- 2007年（平成19年）1月7日 - NHK-FM「日曜喫茶室」に出演。
- 2008年（平成20年）5月12日 - 相模原市民会館前庭に、『月がとっても青いから』の歌碑が建てられる。
- 7月6日 - 浅草公会堂で開催された「遊佐未森コンサート“スヰート檸檬”～昭和歌謡の夕べ～」にゲスト出演。 『月がとっても青いから』をデュエットされた。
- 2009年（平成21年）8月22日 - 「第41回思い出のメロディー」に出演。特にという要望に応え番組内の第1回紅白再現コーナーにおいて第1回紅白歌唱曲『憧れの住む町』を歌唱。
- 2010年（平成22年）10月28日 - ゆうぽうとで開催された「第37回日本歌手協会歌謡祭」に特別出演。
- 2011年（平成23年）
  - 6月18日 - 古賀政男音楽博物館けやきホールで開催の「第4回 合田道人のこのひと、歌暦」に出演。
  - 8月16日 - 同日二葉あき子が亡くなったため、第1回NHK紅白歌合戦出演者としては最後の存命者となった。
  - 11月11日 - ゆうぽうとで開催された「第38回日本歌手協会歌謡祭」に出演。
- 2012年（平成24年）
  - 10月12日 - ゆうぽうとで開催された「秋の歌謡フェスティバル」に出演（司会は女優の倍賞千恵子）。
  - 11月6日 - 「開運!なんでも鑑定団」（テレビ東京）に出演。
- 2013年（平成25年）
  - 7月3日 - 千代田区の帝国ホテルで開かれた田端義夫のお別れ会に出席。
  - 8月14日 - 「懐かしの昭和メロディ」（テレビ東京）に出演。
  - 9月14日 - 故郷の青森県十和田市から十和田奥入瀬観光大使に任命される[10]。
  - 11月14日 - 島倉千代子の葬儀・告別式に参列。
  - 12月31日 - 「第46回年忘れにっぽんの歌」（テレビ東京）に出演。
- 2014年
  - 8月9日 - NHK「第46回思い出のメロディー」に出演。
  - 10月14日 - 米寿記念のコンサートを開催。この年2月に一部メディアで今年限りで歌手活動引退を表明したと報じられたが、このコンサート終了後、「私から歌を取ってしまったら何もない。今後も声の続く限り歌い続けたい」と宣言した[11]。
- 2015年
  - 1月4日 - 「まろまろ一笑懸命・お正月特別編」（テレビ朝日）に出演。
  - 4月19日 - 「新BSにっぽんのうた」（NHK BSプレミアム）に出演。
  - 8月13日 - 「夏祭りにっぽんのうた」（テレビ東京）に出演し、田端義夫の「かえり船」を披露。
- 2016年
  - 12月16日 - 「日本歌手協会歌謡祭3」（BSジャパン）に出演し、「江の島悲歌」を披露。
- 2017年
  - 8月4日 - 「昭和は輝いていた」（BSジャパン）に出演。
  - 8月5日 - 第49回思い出のメロディー（生放送）に出演、「月がとっても青いから」を披露。翌日が90歳の誕生日のためこの日が80代最後のテレビ出演となった。
- 2018年
  - 1月2日 - 歌手協会新春歌謡祭に出演「月がとっても青いから」を披露。
  - 8月18日 - 第50回思い出のメロディーに出演、「連絡船の唄」を披露。当番組でこの曲を歌うのは1989年に放送された第21回より29年ぶりであった。
- 2021年
  - 10月 - 後輩歌手のためにテイチクエンタテインメントに衣装を寄付[12][13][14]。
- 2022年
  - 8月30日 - 三條町子が老衰のため神奈川県大和市の自宅で97歳で死去。第1回紅白歌合戦同様に、第2回、第4回の出場歌手においても唯一の存命人物となった。
  - 11月20日 - 相模原市から令和4年度市民文化表彰を受ける[6][15]。
  - 12月7日 - NHKラジオ第2放送「アナウンサー百年百話」のインタビューに書面で回答。第1回紅白歌合戦について「20代前半の私はとにかく早く歌って早く家に帰りたかった」と明かした上で、アナウンサーの司会進行に助けられたと述懐した[3]。

## 主なヒット曲
- 片割れ月（1945年（昭和20年））
- 憧れの住む町（1950年（昭和25年））
- アリラン（1950年（昭和25年））
- トラジ（1950年（昭和25年））
- 江の島悲歌（1951年（昭和26年））
- 連絡船の唄（1951年（昭和26年））
- 母千鳥の唄（1951年（昭和26年））共演：真木不二夫
- 憧れは馬車に乗って（1951年（昭和26年））
- 琵琶湖の宿で恋をして（1951年（昭和26年））
- 佐渡ヶ島悲歌（1952年（昭和27年））
- 恋のこけし人形（1952年（昭和27年））
- 夢去りし丘（1952年（昭和27年））
- 江の島夜曲（1953年（昭和28年））
- 上海エレジー（1953年（昭和28年））
- 悲恋椿（1953年（昭和28年））
- 博多エレジー（1953年（昭和28年））
- 胸に哀しい灯がともる（1953年（昭和28年））
- 江の島月夜（1954年（昭和29年））
- 海峡エレジー（1954年（昭和29年））
- 月がとっても青いから（1955年（昭和30年））
- 木浦の涙（1955年（昭和30年））
- セトナ愛しや（1956年（昭和31年））
- 島を出てゆく片帆船（1957年（昭和32年））
- あなたが好き/愛をささげて（1996年（平成8年））
- リンゴの花が咲く頃は/巷に灯り点けながら（2001年（平成13年））
- 花のエレジー/風の花道（2006年（平成18年））
- 夜の波止場/お父さんの歌時計/月がとっても青いから（2006年（平成18年））

## NHK紅白歌合戦出場歴
| 年度/放送回              | 放送日   | 会場                        | 回 | 曲目         | 出演順 | 対戦相手 | 備号               |
| ------------------------ | -------- | --------------------------- | -- | ------------ | ------ | -------- | ------------------ |
| 1951年（昭和26年）/第1回 | 1月3日   | NHK東京放送会館第一スタジオ | 初 | 憧れの住む町 | 1/7    | 鶴田六郎 | 先攻トップバッター |
| 1952年（昭和27年）/第2回 | 1月3日   | NHK東京放送会館第一スタジオ | 2  | 江の島悲歌   | 07/12  | 瀬川伸   |                    |
| 1953年（昭和28年）/第4回 | 12月31日 | 日本劇場（日劇）            | 3  | 佐渡ヶ島悲歌 | 11/17  | 竹山逸郎 |                    |
| 1956年（昭和31年）/第7回 | 12月31日 | 東京宝塚劇場                | 4  | 連絡船の唄   | 05/24  | 宇都美清 |                    |

- このうち、第7回はラジオ中継による音声が現存する。
- 自身の代表曲である『月がとっても青いから』（1955年発表）を、紅白では歌ったことがない。菅原は2014年にNEWSポストセブンのインタビューにて、曲が売れ出した頃は元日から劇場公演が決まっていた都合で出られなかったと話している[4]。

## テレビ番組
- 思い出のメロディー（NHK）
- 年忘れにっぽんの歌、夏祭りにっぽんの歌（テレビ東京）
- 昭和歌謡大全集（テレビ東京）
- まろまろ一笑懸命お正月特別編（テレビ朝日）
- 懐かしの昭和メロディ（テレビ東京）
- 題名のない音楽会（テレビ朝日）「これが紅白歌合戦だ!」（1988年12月25日放送分）※「憧れは馬車に乗って」を歌唱。